# Shaunae Miller-Uibo
Pour les articles homonymes, voir Miller.
 Shaunae Miller, puis Shaunae Miller-Uibo depuis son mariage en 2017 (née le 15 avril 1994 à Nassau), est une athlète bahaméenne spécialiste du 400 mètres. Elle est double championne olympique du 400 m, en 2016 à Rio et en 2021 à Tokyo, et championne du monde en 2022 à Eugene.

## Biographie

### Débuts
Elle se révèle lors de la saison 2010 en remportant le titre du 400 m des Jeux de la Carifta de moins de dix-sept ans, puis les Championnats d'Amérique centrale et des Caraïbes juniors. Le 20 juillet à Moncton, au Canada, Shaunae Miller devient à seulement seize ans championne du monde junior en battant le record national junior en 52 s 45. Elle est nommée athlète de l'année 2010 aux Bahamas, devançant notamment au classement le sauteur en hauteur Donald Thomas et le sprinteur Chris Brown. Elle remporte aisément le titre des Championnats du monde jeunesse 2011 à Lille avec son meilleur temps de 51 s 84.
En juin 2013, elle établit de nouveaux records d'Amérique du Nord, d'Amérique centrale et des Caraïbes juniors du 200 m (22 s 45) et du 400 m (50 s 70). En août suivant, Miller échoue au pied du podium du 200 m (22 s 74) lors des Championnats du monde de Moscou, loin derrière la médaillée de bronze Blessing Okagbare (22 s 32).

### Championne olympique (2016)
En 2014, à encore 19 ans, la Bahaméenne remporte sa première médaille internationale senior lors des Championnats du monde en salle de Sopot où elle décroche le bronze du 400 m en 52 s 06.
Début 2015, elle porte son record personnel et national du 200 m à 22 s 14. Puis, parmi les favorites pour le podium aux championnats du monde de Pékin du fait de ses 49 s 95 sur 400 m, Miller devient vice-championne du monde de la discipline avec un nouveau record personnel (49 s 67) derrière l'Américaine Allyson Felix (49 s 26) à seulement 21 ans.
Le 16 avril 2016 lors du Chris Brown Invitational, Shaunae Miller établit la meilleure performance mondiale de l'année sur 400 m en 49 s 69, à seulement 2 centièmes de son record personnel. Le 11 juin à Kingston, la Bahaméenne améliore son propre record des Bahamas du 200 m (22 s 14 en 2015) en réalisant 22 s 05 (+ 0,8 m/s), la 3e meilleure performance mondiale de l'année,.
Lors des Jeux olympiques de 2016, elle devient championne olympique du 400 m, après avoir effectué un plongeon sur la ligne d'arrivée devant l'Américaine Allyson Felix.

### Saison 2017: médaille de bronze sur 200 m à Londres
Elle entreprend de réaliser le doublé 200 m / 400 m aux Championnats du monde de Londres en août 2017, exploit que, chez les femmes, seule la Française Marie-José Pérec a réalisé lors des Jeux olympiques d'Atlanta en 1996.

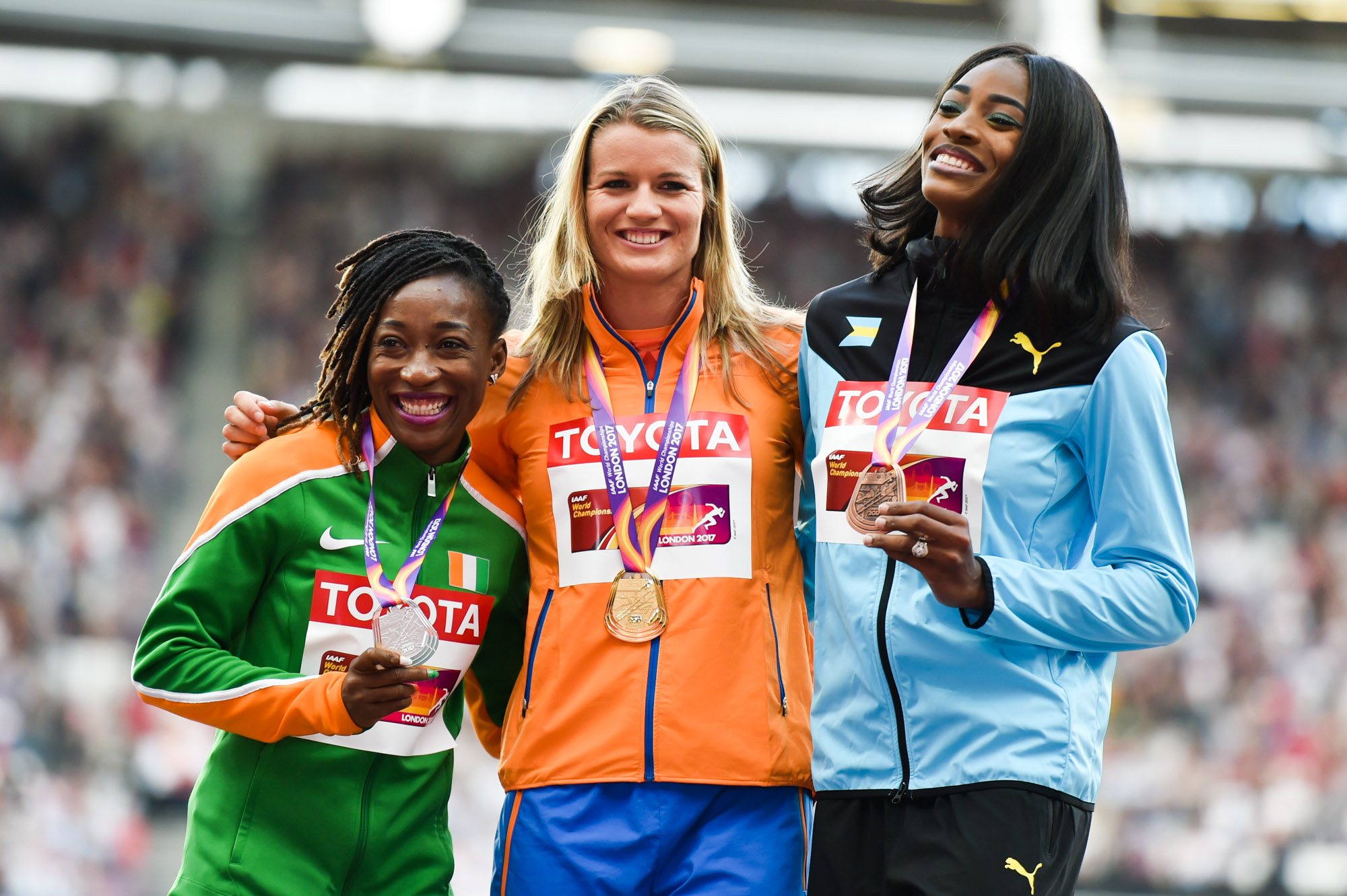
Marie-Josée Ta Lou, Dafne Schippers et Shaunae Miller-Uibo sur le podium du 200 m des Championnats du monde de Londres.

Elle ouvre sa saison 2017 à Clermont en Floride sur le 200 m où elle réalise le très bon temps de 21 s 90, mais non-homologable à cause d'un vent trop élevé (+ 3,1 m/s). Le 13 mai, à Shanghai, elle établit la meilleure performance mondiale de l'année sur le 400 m avec l'excellent chrono de 49 s 77.
Le 27 mai à Eugene sur 200 m, dans une course où Tori Bowie établit 21 s 77 (WL,MR), Shaunae Miller-Uibo établit un nouveau record des Bahamas en 21 s 91. La semaine suivante, dans les rues de Boston, elle réalise le temps de 21 s 76 en ligne droite, ce qui est une meilleure performance mondiale de tous les temps, anciennement détenu par Allyson Felix depuis 2013 (22 s 55). Cette performance promet beaucoup quant à la suite de la saison pour Miller-Uibo et les Championnats du monde de Londres. Le 4 juillet, à Székesfehérvár, elle court en 49 s 86, record du meeting.
Le 9 août, en finale du 400 m des Championnats du monde de Londres, Shaunae Miller-Uibo mène la course pour remporter son premier titre mondial mais, à 20 mètres de l'arrivée, elle subit une crampe et passe la ligne d'arrivée en 4e position en 50 s 49. Phyllis Francis s'empare à la surprise générale du titre en 49 s 92 devant la Bahreïnie Salwa Aid Naser (50 s 06) et Allyson Felix, décevante 3e en 50 s 08. Le lendemain, elle se rattrape en remportant sa demi-finale du 200 m en 22 s 50, se qualifiant pour la finale. Elle remporte la médaille de bronze en 22 s 15, derrière Dafne Schippers (22 s 05) et Marie-Josée Ta Lou (22 s 08, NR). Elle entreprend de retenter le doublé aux mondiaux de Doha 2019.
Le 24 août, Shaunae Miller-Uibo remporte la finale de la Ligue de diamant sur 200 m lors du Weltklasse Zurich : elle s'impose en établissant un énorme chrono de 21 s 88, record des Bahamas. Elle bat Elaine Thompson (22 s 00) et Marie-Josée Ta Lou (22 s 09).

### Saison 2018: sous les 49s
Le 3 février 2018, pour sa rentrée hivernale à New York, Shaunae Miller-Uibo s'aligne sur 300 m et égale la meilleure performance mondiale de tous les temps de la Russe Irina Privalova, en 35 s 45. Quelques semaines plus tard, un quotidien bahaméen rapporte que la championne olympique avait contacté l'IAAF afin de s'aligner sur l'épreuve de l'heptathlon aux championnats du monde en salle de Birmingham. L'IAAF décline la demande, argumentant le fait que le nombre d'athlètes engagées est au maximum. Elle propose cependant à Miller-Uibo de s'aligner sur 60 m, ce qu'elle refuse. Elle n'ira finalement pas aux mondiaux, ayant déjà fait l'impasse sur le 400 m à cause de sa grande taille (1,85 m).
Son début de saison estivale débute par une série de victoires sur 200 m, ainsi qu'une victoire sur son seul 400 m. Le 12 avril, aux Jeux du Commonwealth de Gold Coast, Shaunae Miller-Uibo décroche la médaille d'or du 200 m en 22 s 09, meilleure performance mondiale de l'année et record des Jeux, devant la Jamaïcaine Shericka Jackson (22 s 18) et l'Anglaise Dina Asher-Smith (22 s 29). Elle devient à cette occasion la première Bahaméenne titrée sur la distance depuis Debbie Ferguson-McKenzie en 2002. Elle remporte ensuite sur cette même distance le Shanghai Golden Grand Prix 2018, étape de la ligue de diamant, en 22 s 06 (+ 0,4 m/s), devant Dafne Schippers (22 s 34) et Shericka Jackson (22 s 36). Le 26 mai, elle établit au Prefontaine Classic la MPMA sur le 400 m en 49 s 52.
Le 2 juillet, elle signe un nouveau succès lors du meeting de Székesfehérvár avec le temps de 49 s 53, record du meeting. Le 20 juillet, lors du Meeting Herculis de Monaco, Shaunae Miller-Uibo remporte son duel face à Salwa Eid Naser et s'impose en 48 s 97. Avec ce temps extraordinaire, la Bahaméenne signe la meilleure performance mondiale de l'année, le meilleur temps depuis 2009 et les 48 s 83 de Sanya Richards-Ross, le record de la ligue de diamant, le record du meeting et le record des Bahamas, et devient la 10e meilleure performeuse mondiale de l'histoire,. Le 31 août, elle conclut cette belle saison par une victoire sur 200 m en finales de la Ligue de diamant à Bruxelles (22 s 12) devant les Néerlandaises Dafne Schippers (22 s 53) et Jamile Samuel (22 s 64)

### Saison 2019: vice-championne du monde du 400 m et record du monde du 300 m
Le 20 juin 2019, lors du Golden Spike Ostrava, elle bat le record du monde officieux (meilleure performance mondiale) du 300 m en 34 s 41, améliorant très largement les 35 s 30 de 2003 de la Mexicaine Ana Guevara.
Le 28 juillet 2019, elle devient championne nationale à Nassau sur 400 m en 49 s 59, avec plus de 4 secondes d'avance sur sa dauphine. Sur 200 m, elle remporte les finales de la Ligue de diamant à Zurich le 29 août avec un chrono en 21 s 74, ce qui lui permet de battre la meilleure performance mondiale de l'année qui était détenue jusque-là par la Jamaïcaine Elaine Thompson. Elle ne pourra néanmoins pas défendre ses chances sur cette distance aux Mondiaux de Doha, le calendrier des courses ne lui permettant pas de tenter le doublé 200-400 m.
Invaincue depuis sa défaite en finale des championnats du monde 2017 sur 400 m, elle perd à nouveau la finale lors des championnats du monde 2019 à Doha, cette fois face à sa rivale Salwa Eid Naser. La Bahraïnie s'impose en réalisant le 3e chrono de l'histoire en 48 s 14, tandis que la Bahamienne doit se contenter de l'argent en 48 s 37, record d'Amérique du Nord, d'Amérique centrale et des Caraïbes, des Bahamas et record personnel, qui malgré tout lui donne le statut de 6e performeuse mondiale de l'histoire.

### Saison 2020
Après avoir remporté ses deux courses de rentrée sur 200 m (22 s 61) et 400 m à Montverde (50 s 52) en Floride le 4 juillet 2020, Shaunae Miller-Uibo passe pour la première fois de sa carrière sous la barre des 11 secondes sur 100 m le 24 juillet à l'occasion d'un meeting à Clermont en Floride, où elle signe un chrono en 10 s 98 (meilleure performance mondiale de l'année) devant les Américaines Tamari Davis et Aleia Hobbs. La Bahamienne possède désormais des records inférieurs à 11 secondes sur 100 m, à 22 secondes sur 200 m et à 49 secondes sur 400 m, ce que seulement trois autres athlètes féminines avaient réussi par le passé : la Française Marie-José Pérec, l'Allemande Marita Koch et l'Américaine Valérie Brisco. Le lendemain, toujours à Clermont, elle court en 21 s 98 sur 200 m, confirmant son bon début de saison.

### Saison 2021: deuxième titre olympique sur 400 m
Le 31 janvier 2021 à Fayetteville, Shaunae Miller-Uibo établit un nouveau record des Bahamas en salle du 200 m en 22 s 40. Moins de 15 jours plus tard, le 13 février 2021 à New York, elle bat le record national en salle du 400 m en 50 s 21, établissant également un nouveau record continental en salle.
Elle réalise 22 s 03 sur 200 m à Clermont pour sa rentrée estivale, le 4 avril 2021, puis 49 s 08 sur 400 m lors de l'USATF Grand Prix à Eugene, le 24 avril 2021. Fin juin, elle remporte les titres du 200 m et du 400 m aux Championnats des Bahamas.
Lors des Jeux olympiques de Tokyo, elle termine 8e et dernière de la finale du 200 mètres. Elle remporte trois jours plus tard la médaille d'or de l'épreuve du 400 mètres en s'imposant en 48 s 36, record personnel et record d'Amérique du Nord, d'Amérique centrale et des Caraïbes, devant la Dominicaine Marileidy Paulino et l'Américaine Allyson Felix. Elle conserve son titre acquis en 2016 et met un terme à sa saison à l'issue de ces Jeux olympiques.

### Saison 2022: championne du monde du 400 m

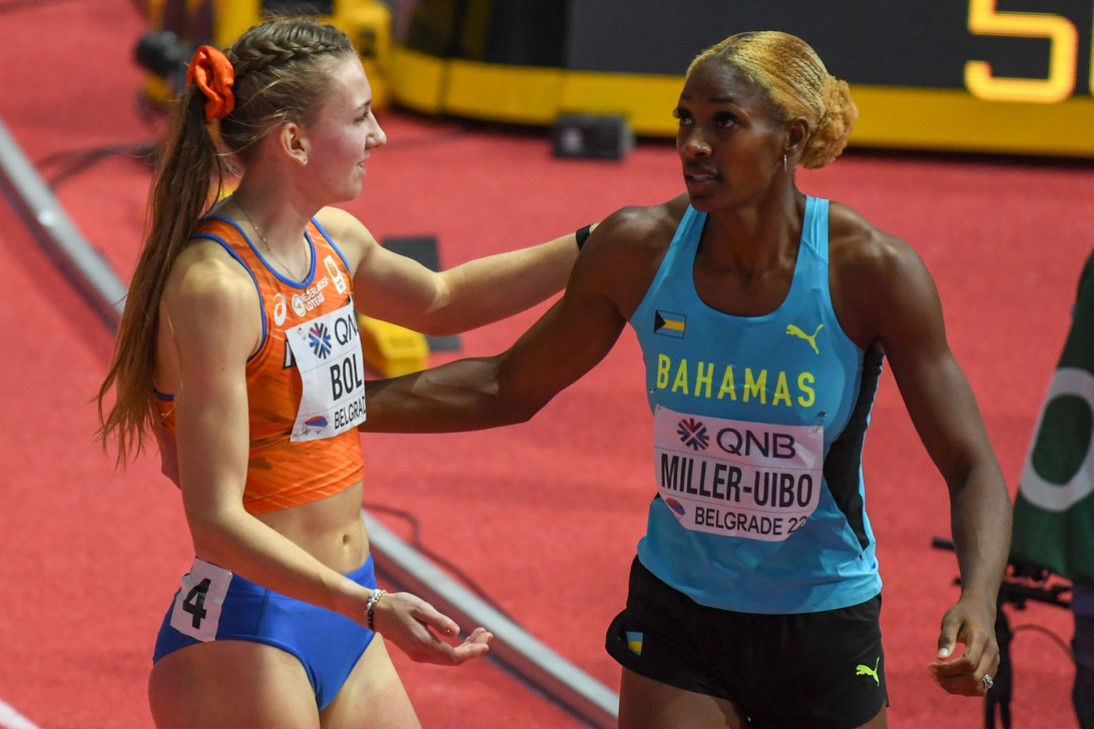
Shaunae Miller-Uibo et Femke Bol lors des championnats du monde en salle 2022.

Lors des championnats du monde en salle 2022 à Belgrade, Miller-Uibo s'adjuge la médaille d'or du 400 m en 50 s 31, devançant sur le podium la Néerlandaise Femke Bol et la Jamaïcaine Stephenie Ann McPherson.
Elle descend sous les 50 secondes sur 400 m le 16 avril 2022 à Gainesville (49 s 91) et  remporte par la suite le 18 juin 2022 le Meeting de Paris en 50 s 10. Fin juin, à Nassau, elle décroche deux nouveaux titres nationaux sur 200 m et 400 m.
Alignée sur la seule épreuve du 400 m lors des championnats du monde 2022, à Eugene, elle remporte le seul titre majeur qui manquait à son palmarès en s'imposant en finale en 49 s 11 (meilleure performance mondiale de l'année), devant Marileidy Paulino et la Barbadienne Sada Williams.

### Retour aux championnats du monde 4 mois après sa grossesse (2023)
Shaunae Miller-Uibo donne naissance à son premier enfant le 20 avril 2023. 2 mois et demi après son accouchement, elle revient à la compétition lors de l'heptathlon des Championnats de Bahamas. Début août, elle est annoncée à la surprise générale dans l'équipe des Bahamas pour les championnats du monde de Budapest, dont elle est qualifiée en tant que tenante du titre. Alors que des doutes sur sa réelle participation sont émis, Miller-Uibo est bien présente lors des séries, le 20 août, 4 mois jour pour jour après son accouchement : elle termine 7e de sa série en 52 s 65, un temps insuffisant pour se qualifier pour les demi-finales (il fallait réaliser 51 s 27) mais se classe 37e sur 48 du classement général. Sa performance est saluée au sein de la communauté,.

## Vie personnelle
En couple de longue date avec le décathlonien estonien Maicel Uibo, ils se marient le 5 février 2017. Six ans plus tard, elle annonce être enceinte de leur premier enfant. Le 20 avril 2023, elle donne naissance à un garçon, Maicel Junior.
Shaunae Miller-Uibo a un frère cadet, Shaun, qui a terminé 5e aux championnats du monde cadets de Nairobi en 2017 dans l'épreuve du saut en hauteur.

## Palmarès
| Date | Compétition                    | Lieu              | Résultat | Discipline      | Temps         |
| ---- | ------------------------------ | ----------------- | -------- | --------------- | ------------- |
| 2010 | Jeux de la CARIFTA cadets      | George Town       | 1re      | 400 m           | 53 s 36       |
| 2010 | Championnats du monde juniors  | Moncton           | 1re      | 400 m           | 52 s 52       |
| 2011 | Championnats du monde cadets   | Villeneuve-d'Ascq | 1re      | 400 m           | 51 s 84       |
| 2012 | Jeux de la CARIFTA juniors     | Hamilton          | 2e       | 200 m           | 23 s 18       |
| 2012 | Championnats du monde juniors  | Barcelone         | 4e       | 400 m           | 51 s 78       |
| 2013 | Jeux de la CARIFTA juniors     | Nassau            | 1re      | 200 m           | 22 s 77       |
| 2013 | Jeux de la CARIFTA juniors     | Nassau            | 1re      | 400 m           | 51 s 63       |
| 2013 | Jeux de la CARIFTA juniors     | Nassau            | 1re      | 4 x 100 m       | 44 s 77       |
| 2013 | Championnats du monde          | Moscou            | 4e       | 200 m           | 22 s 74       |
| 2014 | Championnats du monde en salle | Sopot             | 3e       | 400 m           | 52 s 06       |
| 2014 | Jeux du Commonwealth           | Glasgow           | 6e       | 400 m           | 53 s 08       |
| 2014 | Jeux du Commonwealth           | Glasgow           | 7e       | 4 x 400 m       | 3 min 34 s 86 |
| 2015 | Relais mondiaux de l'IAAF      | Nassau            | finale   | 4 × 200 m       | DQ            |
| 2015 | Championnats du monde          | Pékin             | 2e       | 400 m           | 49 s 67       |
| 2015 | Ligue de diamant               | Ligue de diamant  | 2e       | 400 m           | détails       |
| 2016 | Jeux olympiques                | Rio de Janeiro    | 1re      | 400 m           | 49 s 44       |
| 2017 | Relais mondiaux de l'IAAF      | Nassau            | 1re      | 4 x 400 m mixte | 3 min 14 s 42 |
| 2017 | Championnats du monde          | Londres           | 3e       | 200 m           | 22 s 15       |
| 2017 | Championnats du monde          | Londres           | 4e       | 400 m           | 50 s 49       |
| 2017 | Ligue de diamant               | Ligue de diamant  | 1re      | 200 m           | 21 s 88       |
| 2017 | Ligue de diamant               | Ligue de diamant  | 1re      | 400 m           | 49 s 46       |
| 2018 | Jeux du Commonwealth           | Gold Coast        | 1re      | 200 m           | 22 s 09       |
| 2018 | Ligue de diamant               | Ligue de diamant  | 1re      | 200 m           | 22 s 12       |
| 2018 | Coupe continentale             | Ostrava           | 1re      | 200 m           | 22 s 16       |
| 2018 | Coupe continentale             | Ostrava           | 1re      | 4 x 100 m       | 42 s 11       |
| 2018 | Coupe continentale             | Ostrava           | 1re      | 4 x 400 m mixte | 3 min 13 s 01 |
| 2019 | Ligue de diamant               | Ligue de diamant  | 1re      | 200 m           | 21 s 74       |
| 2019 | Championnats du monde          | Doha              | 2e       | 400 m           | 48 s 37       |
| 2021 | Jeux olympiques                | Tokyo             | 1re      | 400 m           | 48 s 36       |
| 2021 | Jeux olympiques                | Tokyo             | 8e       | 200 m           | 24 s 00       |
| 2022 | Championnats du monde en salle | Belgrade          | 1re      | 400 m           | 50 s 31       |
| 2022 | Championnats du monde          | Eugene            | 1re      | 400 m           | 49 s 11       |
| 2022 | Championnats NACAC             | Freeport          | 1re      | 400 m           | 49 s 40       |

## Records
| Épreuve | Épreuve   | Temps        | Lieu         | Date            |
| ------- | --------- | ------------ | ------------ | --------------- |
| 100 m   | 100 m     | 10 s 98      | Clermont     | 24 juillet 2020 |
| 200 m   | Plein air | 21 s 74 (NR) | Zurich       | 29 août 2019    |
| 200 m   | En salle  | 22 s 40 (NR) | Fayetteville | 31 janvier 2021 |
| 300 m   | Plein air | 34 s 41 (WR) | Ostrava      | 20 juin 2019    |
| 400 m   | Plein air | 48 s 36 (AR) | Tokyo        | 6 août 2021     |
| 400 m   | En salle  | 50 s 21 (AR) | New York     | 13 février 2021 |

• Le 4 juin 2017 à Boston, elle court le 200 m en ligne droite en 21 s 76.

### Meilleures performances par année
| Année | Temps   | Date            | Lieu     | Rang Mondial |
| ----- | ------- | --------------- | -------- | ------------ |
| 2009  | 24 s 45 | 8 mai 2009      | Nassau   | 986          |
| 2010  | 24 s 09 | 12 juin 2010    | Nassau   | 549          |
| 2011  | 23 s 70 | 29 mars 2011    | Nassau   | 297          |
| 2012  | 22 s 70 | 2 mars 2012     | Nassau   | 32           |
| 2013  | 22 s 45 | 22 juin 2013    | Nassau   | 10           |
| 2014  | 22 s 87 | 12 avril 2014   | Athens   | 40           |
| 2015  | 22 s 14 | 9 mai 2015      | Kingston | 7            |
| 2016  | 22 s 05 | 11 juin 2016    | Kingston | 5            |
| 2017  | 21 s 88 | 24 août 2017    | Zurich   | 2            |
| 2018  | 22 s 06 | 12 mai 2018     | Shanghai | 4            |
| 2019  | 21 s 74 | 29 août 2019    | Zurich   | 1            |
| 2020  | 21 s 98 | 25 juillet 2020 | Clermont | 1            |
| 2021  | 22 s 03 | 4 avril 2021    | Clermont | 9            |
| 2022  | 22 s 32 | 25 juin 2022    | Nassau   | -            |

| Année | Temps   | Date               | Lieu           | Rang Mondial |
| ----- | ------- | ------------------ | -------------- | ------------ |
| 2009  | 55 s 52 | 27 juin 2009       | Nassau         | 943          |
| 2010  | 52 s 45 | 20 juillet 2010    | Moncton        | 84           |
| 2011  | 51 s 84 | 8 juillet 2011     | Lille          | 54           |
| 2012  | 51 s 25 | 27 mai 2012        | Freeport       | 40           |
| 2013  | 50 s 70 | 7 juin 2013        | Eugene         | 15           |
| 2014  | 51 s 58 | 28 juillet 2014    | Glasgow        | 42           |
| 2015  | 49 s 67 | 27 août 2015       | Pékin          | 2            |
| 2016  | 49 s 44 | 15 août 2016       | Rio de Janeiro | 1            |
| 2017  | 49 s 46 | 1er septembre 2017 | Bruxelles      | 1            |
| 2018  | 48 s 97 | 20 juillet 2018    | Monaco         | 1            |
| 2019  | 48 s 37 | 3 octobre 2019     | Doha           | 2            |
| 2020  | 50 s 52 | 4 juillet 2020     | Montverde      | 3            |
| 2021  | 48 s 36 | 6 août 2021        | Tokyo          | 1            |
| 2022  | 49 s 11 | 22 juillet 2022    | Eugene         | 1            |
| 2023  | 52 s 65 | 20 août 2023       | Budapest       | 118          |